# Neurocalcin
Neurocalcin هوَ بروتين يُشَفر بواسطة جين Neurocalcin في الإنسان.